# 러시아화

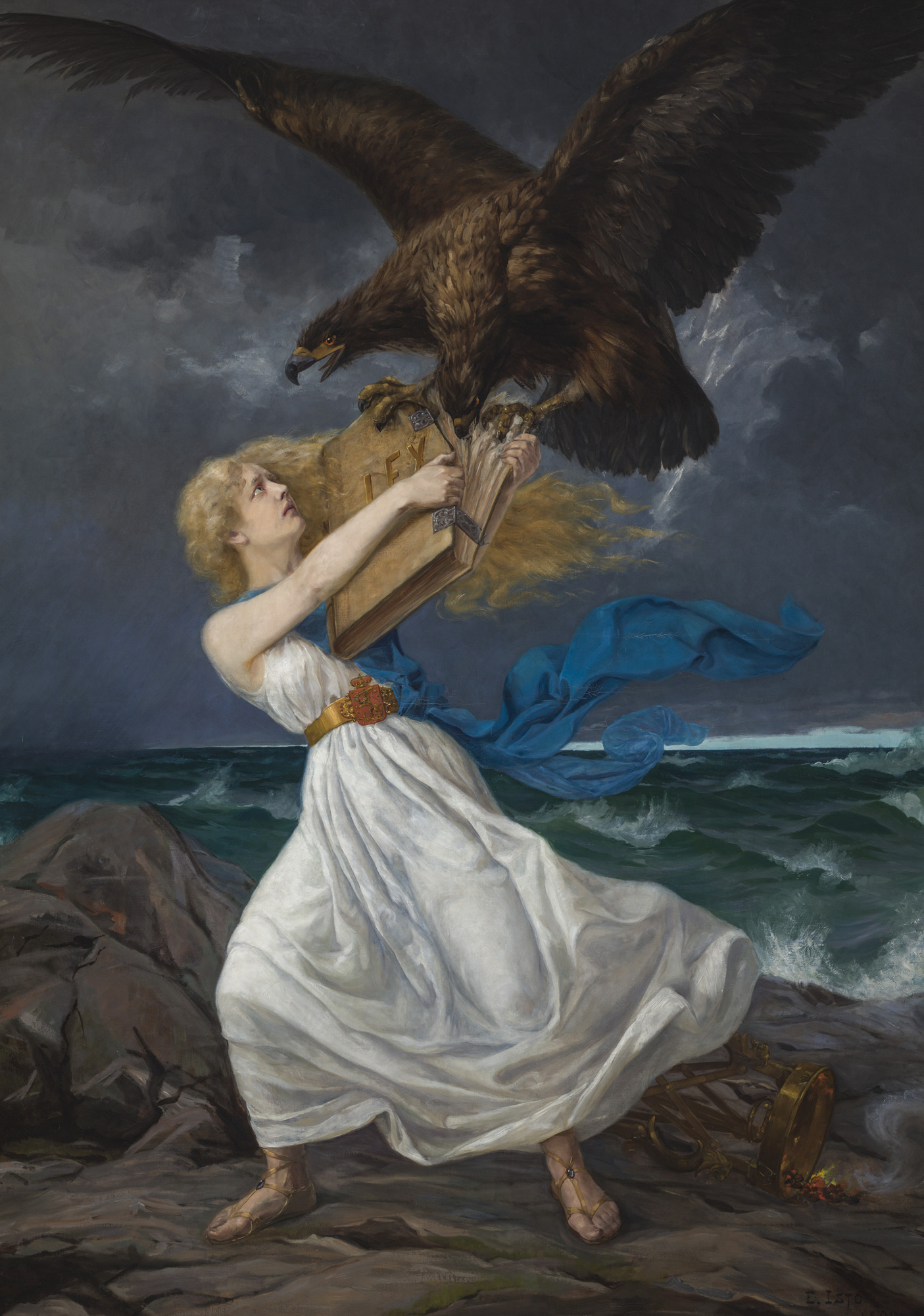
에드바르 이스토의 1899년 유화 《공격》은 핀란드의 러시아화를 쌍두수리가 핀란드 처녀를 공격하고 그녀의 법서를 찢는 것으로 묘사했다.

러시아화(러시아어: Русификация)는 비(非)러시아인들이 자발적으로 또는 비자발적으로 러시아 문화와 러시아어를 위해 그들의 문화와 언어를 포기하는 문화적 동화의 한 형태이다.
역사적 의미에서 이 용어는 러시아의 지배와 패권을 목표로 하는 러시아 제국과 소련의 국가 구성원과 러시아의 소수 민족에 대한 공식 및 비공식 정책을 모두 가리킨다.
러시아화의 주요 분야는 정치와 문화이다. 정치에서 러시아화의 한 요소는 국가 기관의 주요 행정직에 러시아 국민을 할당하는 것이다. 문화에서 러시아화는 주로 러시아어가 공식 비즈니스에서 지배하고 러시아어가 국가 관용구에 미치는 강한 영향력에 해당한다. 러시아 민족에게 유리한 인구 통계의 변화는 때때로 러시아화의 한 형태로 간주된다.

## 역사
러시아화의 초기 사례는 16세기에 정복된 카잔 칸국(옛 볼가강 불가리아의 영토를 차지한 중세 타타르 지역)과 다른 타타르 지역에서 일어났다. 이 과정의 주요 요소는 기독교화와 러시아어의 유일한 행정 언어로서의 구현이었다.
1856년 크림 전쟁에서 러시아가 패배하고 1863년 폴란드 반란이 일어난 후, 차르 알렉산드르 2세는 미래의 반란의 위협을 줄이기 위해 러시아화를 증가시켰다. 러시아는 많은 소수 집단이 거주하고 있었고, 러시아 문화를 받아들이도록 강요하는 것은 자결 성향과 분리주의를 막기 위한 시도였다. 19세기에, 전통적인 카자흐스탄 땅(당시 키르기스어로 잘못 알려짐)의 러시아 정착민들은 국경을 넘어 중국으로 많은 카자흐인들을 몰아냈다.

## 국가/지역별

### 벨라루스
러시아와 소련 당국은 1920년대 벨라루스화 정책에 의해 방해받으면서 1772년부터 1991년까지 벨라루스의 러시아화 정책을 시행했다.
1994년 친러시아 대통령 알렉산드르 루카셴코가 권력을 잡으면서 러시아화 정책이 새로워졌다.

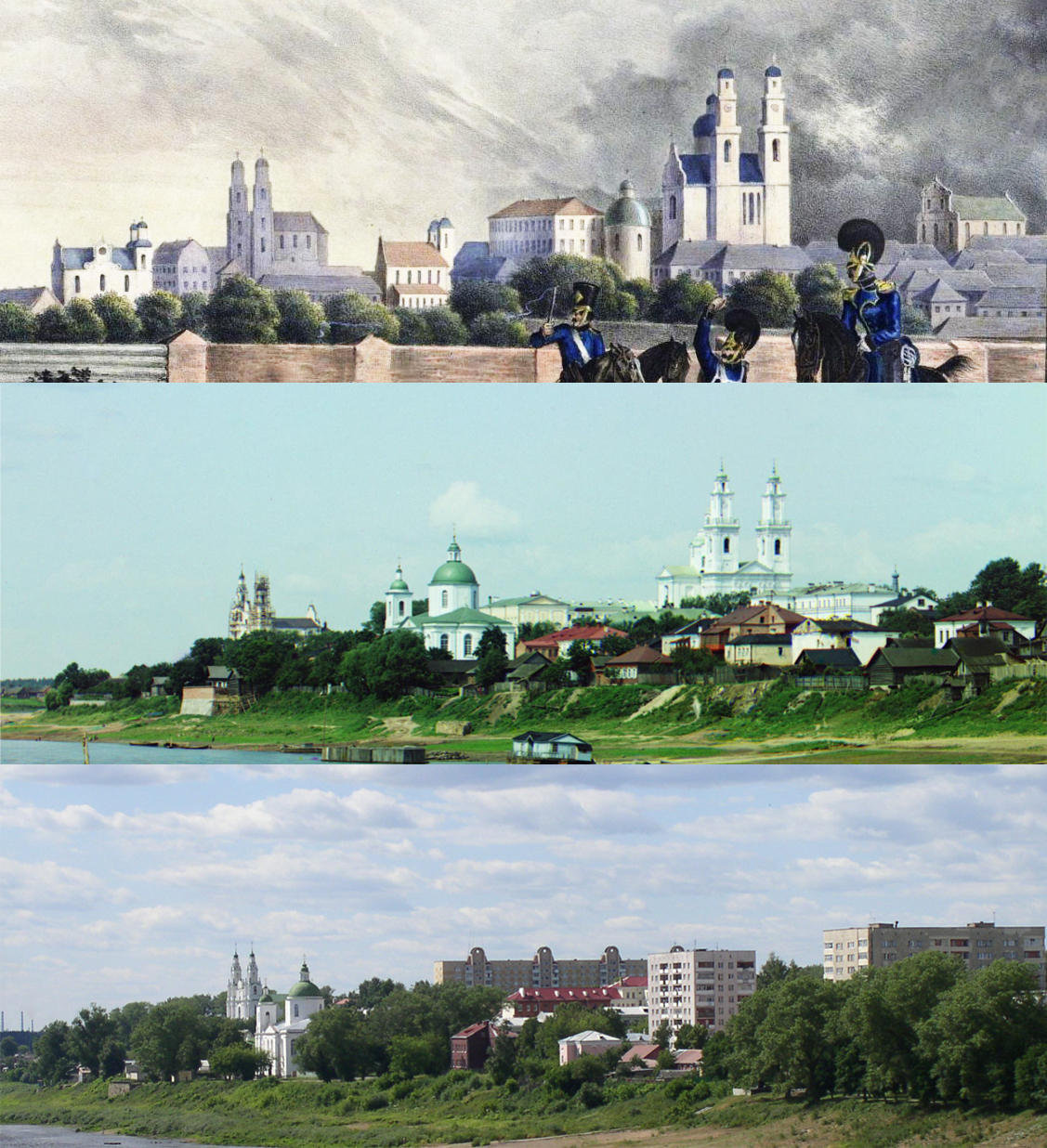
1812년, 1912년, 2006년에 나라에서 가장 오래된 도시인 폴로츠크. 도시의 건축 기념물 파괴의 결과

러시아화는 러시아 제국 시대에 시작된 정책으로, 소련 시대에 재개되어 친러시아 대통령 알렉산더 루카셴코 알렉산드르 루카셴코 정권 하에서도 계속되고 있다.

#### 연대기
- 1772. 폴란드의 첫 번째 분할 이후 벨로루시 국토의 일부는 러시아 제국의 일부가 되었다. 황후 캐서린 2세는 합병된 영토의 모든 주지사가 문장, 법령 및 명령을 러시아어로만 작성해야 한다는 법령에 서명했다. 지역 주민들의 노예화도 시작되었다. 이전에 자유를 누렸던 벨로루시인 약 500,000명이 러시아 귀족의 농노가 되었다[7][8]
- 1773. 년에 캐서린 2세 황후는 "지방 법원 설립에 관한" 또 다른 법령에 서명했다. 이 명령은 다시 한번 공식 행사에서 러시아어만 사용하도록 요구했다[9]
- 1787. 캐서린 2세는 러시아 정교회 총회 산하 출판사에서만 러시아 제국에서 종교 서적을 인쇄할 수 있다고 법령을 발표했다. 그 결과 그리스-가톨릭 인쇄업자의 활동도 금지되었다[10]
- 1794. 코스치우슈코의 반란 알렉산더 수보로프 알렉산드르 수보로프 군대의 탄압을 받은 그는 보상으로 25,000명의 벨로루시 농노를 받았다[11]
- 1795. 러시아는 공식적으로 벨로루시 국가와 벨로루시 언어의 존재를 부인했다. 벨로루시 현지 정치인들의 대량 체포와 러시아 정치인들로의 교체가 시작되었다[12]
- 1831. 11월 봉기가 진압되었습니다. 러시아 제국의 내무부 장관인 표트르 벨류프는 "서부 영토의 러시아화 수단에 관한 특별 에세이"를 준비했다(러시아어: Очерк о средствах обрусения Западного к рая)[13]

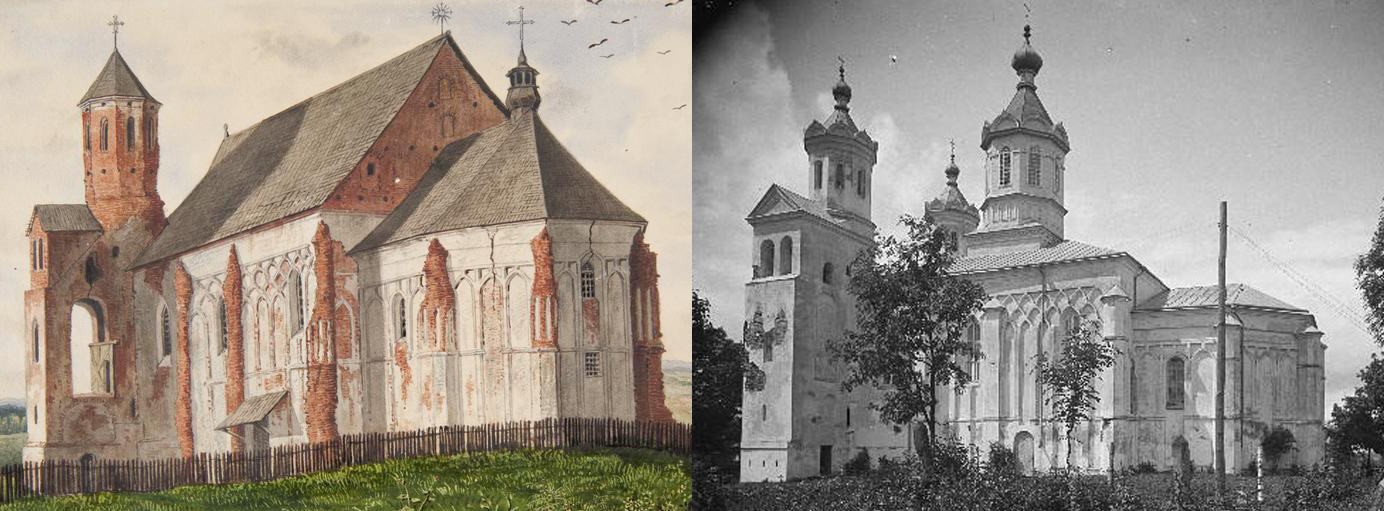
재건 전후의 벨로루시 교회 중 하나

- 1832. 벨로루시어와 문화를 선호하는 그리스 카톨릭 학교와 바실리아 학교가 대량 청산되었다. 러시아 정교회의 교육에 대한 통제가 강화되었다[14] · [15]
- 1840. 니콜라스 황제 1세는 공식 문서에서 "벨로루시"(Беларусь) 및 "벨로루시인"(беларусы) 이라는 단어를 사용하는 것을 금지하는 법령을 발표했다. 국가 이름은 "북서부 영토"(러시아어: Северо-Западный край)로 명명되었다[16]
- 1852. 그리스 가톨릭 교회가 청산되면서 벨로루시 종교 문헌의 대량 파괴가 시작되었다. 따라서 조셉 세마슈코 주교는 벨로루시 교회에서 발견된 1,295권의 책이 소각되는 것을 직접 목격했다. 회고록에서 그는 자신의 명령에 따라 향후 3년 동안 벨로루시어로 된 책 2000권을 더 불태웠다고 자랑스럽게 보고한다[17][18]

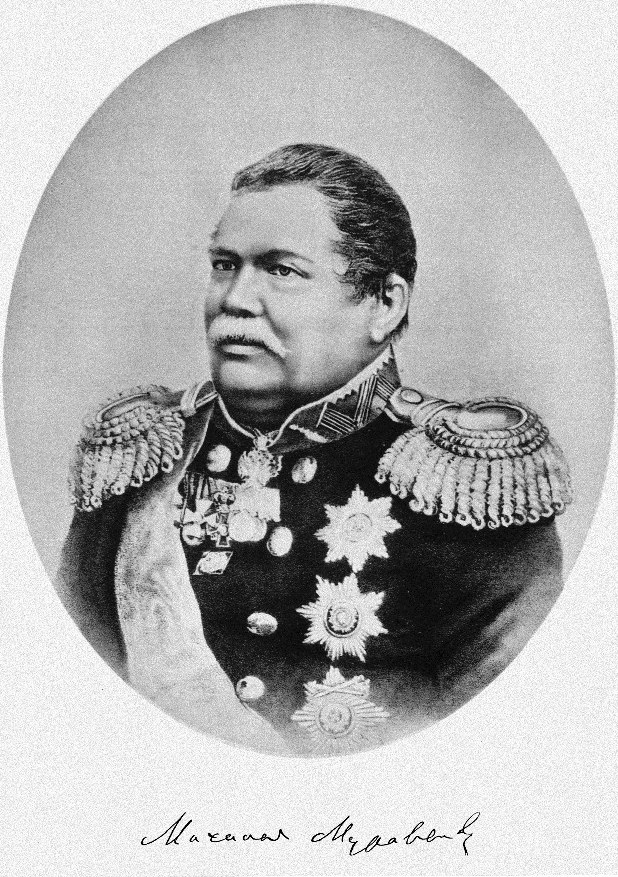
미하일 무라비요프

- 1864. 벨로루시 인구에 대한 범죄로 유명한 미하일 무라비요프-빌렌스키 (1796-1866)가 "북서부 영토"의 총독이되었다. 그는 교육에 특별한 관심을 기울였으며 무라비요프의 모토는 다음과 같다. "러시아 총검이 완료하지 못한 것은 러시아 학교와 교회가 완료할 것이다."[19][20][21][15][22]
- 1900. 러시아 제국 교육부는 모든 학교에 다음과 같은 임무를 설정했다. "다양한 국적의 아이들은 순전히 러시아식 교육을 받아야 하며 러시아 국가와의 완전한 합병을 준비해야 한다."[23]
- 1914. 벨로루시 국민은 러시아 제국의 많은 민족을 나열한 제1차 러시아 공교육 회의 결의안에서 언급되지 않았으며, 이들의 자녀는 자국어로 교육을 받았다. 일반적으로 그의 벨로루시 통치 기간 동안 러시아 당국은 단일 벨로루시 학교 개교를 허용하지 않았다.[24]
- 1929. "벨라루스화" 정책의 종료, 대규모 정치적 탄압의 시작[25][26]
- 1930. 소련에서는 "종교와의 싸움"을 가장하여 독특한 건축 기념물의 대량 파괴가 시작된다. 소련 정부의 명령에 따라 비테브스크, 오르샤, 폴로츠크의 고대 수도원이 파괴되었다[27][28][29]
- 1937. 소련 정부의 명령에 따라 당시 벨로루시 지식인의 모든 대표가 총에 맞았고 그들의 유해는 쿠로파티 지역 영토에 묻혔다.[30]
- 1942. 벨로루시 문학의 고전인 양카 쿠팔라 가 모스크바에 있는 동안 소련 비밀 기관에 의해 살해되었다.
- 1948. 민족 해방 운동가인 올레시아 퍼스(Alesya Furs)는 벨로루시 국가 상징인 "파호니아 "파호니아"를 전시한 혐의로 징역 25년을 선고받았다.[31]

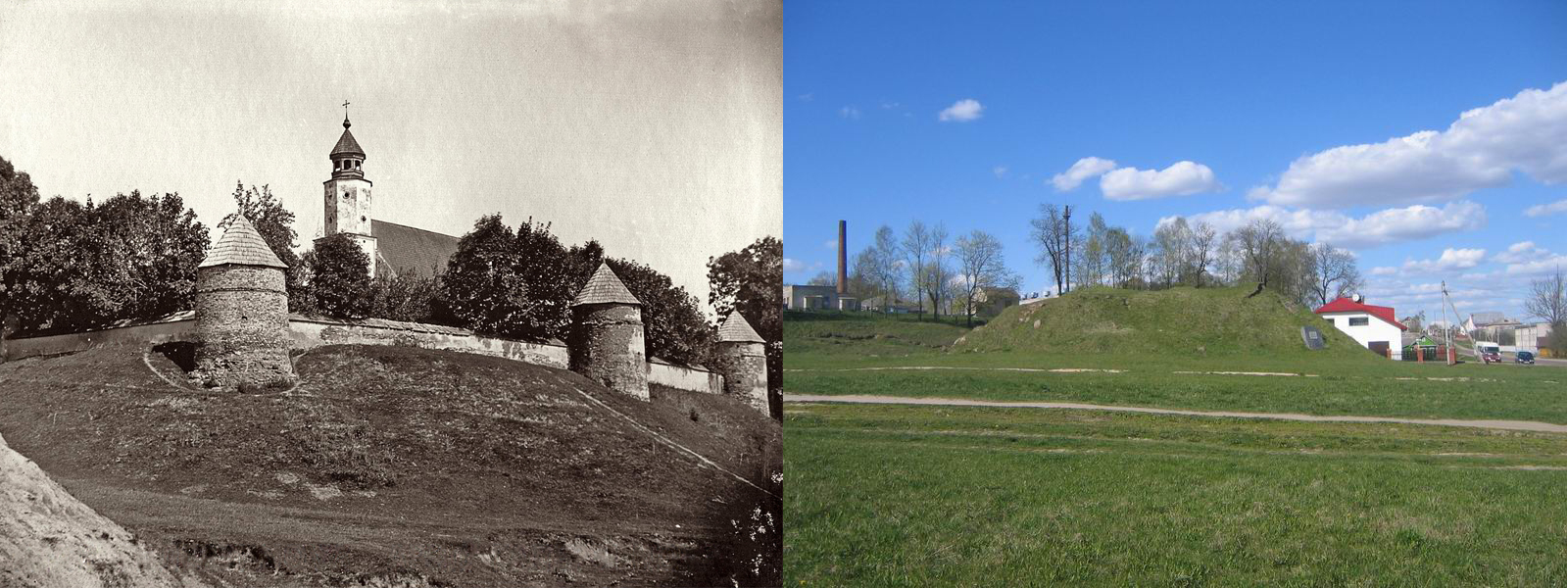
소련 당국에 의해 파괴된 벨로루시의 독특한 성 중 하나

- 1960. 위대한 애국 전쟁 이후 국가 도시의 복원 및 재건을 위한 기본 계획을 가장하여 건축 기념물의 파괴가 계속되었다. 벨로루시인들은 1960년대와 1970년대에 건축 유산 측면에서 가장 큰 손실을 입었다.[32]
- 1995. 알렉산드르 루카셴코 가 집권 한 후 벨로루시의 국가 상징 인 흰색-빨간색-흰색 깃발과 역사적인 문장 "파호니아"가 수정 된 소련 상징으로 대체되었고 국가도 대체되었다. 또한, 러시아어는 제2의 공식 언어로 지정되었다(러시아어는 모든 교육 기관과 미디어에서 사용됩니다). 유네스코에 따르면 벨로루시어는 멸종 위기에 처해 있다.[33]

### 핀란드
핀란드의 러시아화(1899년~ 1905년, 1908년~1917년)는 핀란드의 자치권 종식을 목표로 한 러시아 제국의 정부 정책이다. 러시아화에 대한 핀란드의 반대는 결국 1917년 핀란드 독립선언을 이끈 주요 요인 중 하나였다.

## 우크라이나
러시아와 소련 당국은 1709년부터 1991년까지 우크라이나의 러시아화 정책을 시행했는데, 1920년대 코레니자치야 정책에 의해 중단되었다. 우크라이나의 독립 이후, 우크라이나 정부는 러시아어의 사용을 줄이고 우크라이나어를 우대하기 위해 우크라이나화 정책을 시행했다.
1968년 바실 마쿠흐와 1978년 올렉사 히르닉을 포함하여, 많은 우크라이나 활동가들이 러시아화에 대한 항의로 자살했다.
2014년 러시아의 크림반도 합병과 우크라이나 동부에 인정받지 못한 러시아 지원 무장세력의 설립 이후, 러시아화는 이 지역 사람들에게 부과되었다.

#### 연대기
- 1690. 러시아 정교회는 당시 우크라이나 문학어로 인쇄된 교구 서적을 금지했는데, 이는 최초의 파기 사례였다. (이 정책은 헤트만 제도에 대한 러시아 보호령이 수립된 직후부터 시작되었다[35]
- 1720. 키예프와 체르니히프의 인쇄소에서 우크라이나어로 된 책의 인쇄를 금지하는 황제 피터 1세의 법령[36]
- 1764. 우크라이나, 스몰렌스크(벨로루시 민족 영토), 발트해 연안 국가 및 핀란드의 러시아화에 대한 캐서린 2세 황후의 지시. (러시아어 - обрусение)[37]
- 1775. 코사크의 파괴, 우크라이나 인구를 러시아 귀족의 농노로 전환

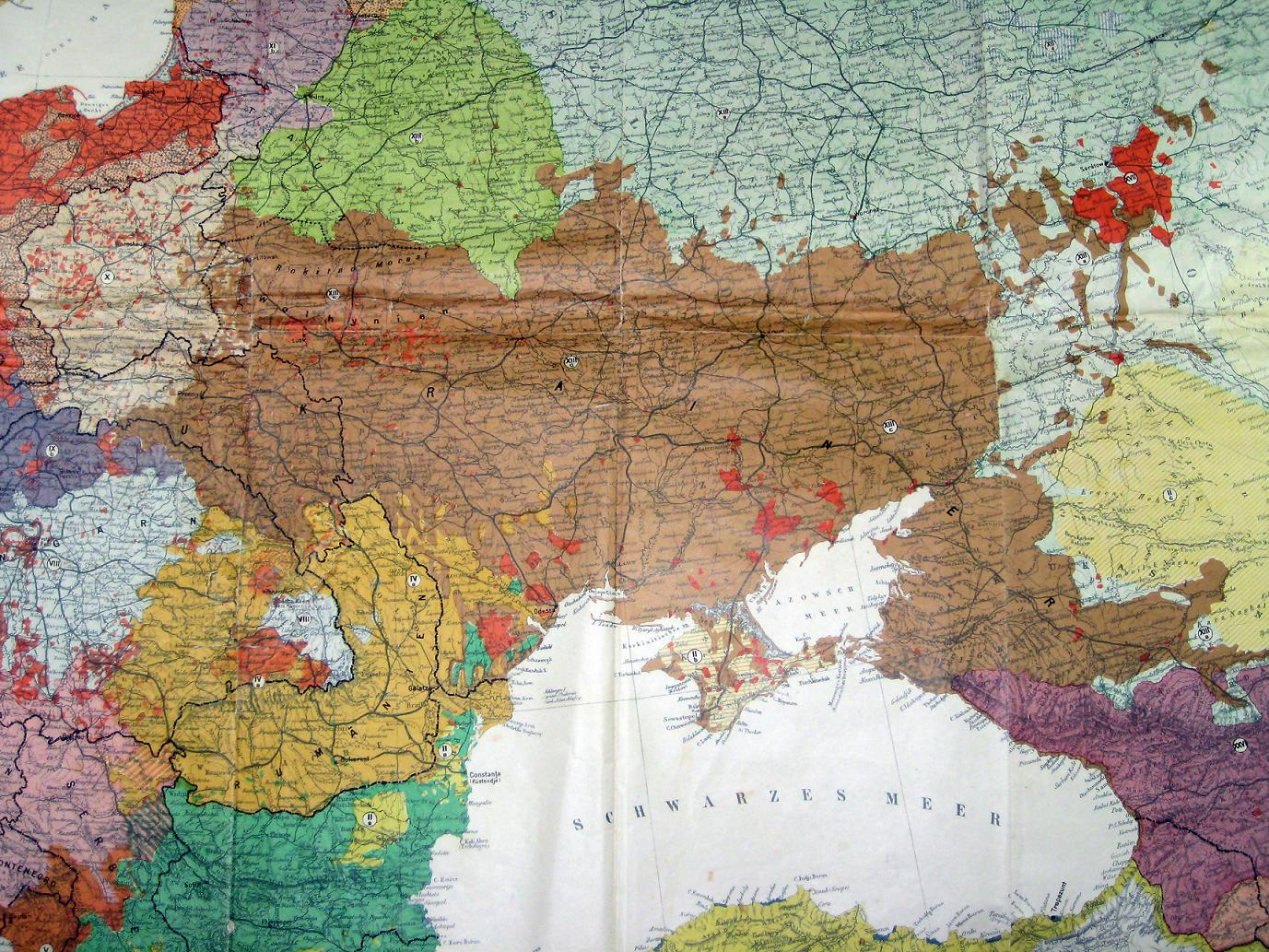

- 1784. 러시아 제국 영토에서 우크라이나어 초등 교육이 완전히 금지되었습니다
- 1786. 종교 예배에서 우크라이나어 사용과 고등 교육 기관에서 우크라이나어 교육을 금지한다.
- 1831. 도시의 러시아 당국이 마그데부르크 법을 폐지하여 우크라이나어로 법원 절차를 진행하는 것이 불가능해졌습니다
- 1862년. 우크라이나 교구 학교가 문을 닫는다. 우크라이나 문학, 과학, 정치 저널 "기초"의 출판이 중단되었습니다

표트르 발류브

- 1863. 년 표트르 발류프 내무장관 법령에서 그는 "우크라이나어도 없고, 있을 수도 없으며, 이것을 이해하지 못하는 사람은 러시아의 적이다"라고 선언했다[38]
- 1876. 엠스키 법령 . 해외로부터 우크라이나 도서 수입 금지, 악보에 우크라이나어 텍스트 서명 금지, 우크라이나 공연 금지. 콘서트 중에 유명한 작곡가 Mykola Lysenko의 합창단은 우크라이나 민요 "Rain"을 프랑스어로 불러야했다.
- 1881. 사전을 우크라이나어로 인쇄하는 것을 허용하지만 러시아어 철자를 준수하는 법
- 1882. 러시아 정부는 외국 문헌이 우크라이나어로 번역되는 것을 막기 위해 검열관에게 외국 문헌 기록의 출판을 엄격히 감시하라고 명령했다.
- 1887. 년에 검열관은 읽지 않은 우크라이나어 문법 원고를 저자에게 보내어 "존재하지 않을 언어의 문법 출판을 허용하지 마십시오"라고 썼다.
- 1888. 알렉산더 3세 황제의 법령 "공식 기관에서 우크라이나어 사용 금지"
- 1889. 키예프에서는 고고학 회의 중에 우크라이나어를 제외한 모든 언어로 연설을 읽을 수 있다.
- 1894. 해외에서 우크라이나 서적을 수입하는 것이 금지되었다.
- 1895. 러시아 제국에서 우크라이나 아동 도서 출판이 금지되었다.
- 1903. 작가 이반 코틀랴레브스키 의 기념비가 폴타바 에서 열렸을 때 그들은 연설을 읽고 우크라이나어로 말하는 것이 허용되지 않았다.
- 1905. 러시아 내각은 우크라이나어 금지 조치를 해제해 달라는 키예프와 하르키우 대학의 요청을 "비실용적"이라며 거부했다.
- 1906~1907년에 우크라이나어 신문 "프로스비타"가 오데사와 미콜라이프 에서 문을 닫았다.
- 1908년. "우크라이나의 교육 개선은 러시아에 해롭고 위험하다"는 상원 법령.
- 1910. 우크라이나인을 외국인 범주에 포함시키고 우크라이나 정치 조직 창설을 금지하는 것에 관한 러시아 스톨리핀 장관 협의회 의장 법령.
- 1913. 년에 키예프 지역 장은 학생들이 우크라이나 연극 공연에 참석하는 것을 금지하는 명령을 발표했다.
- 1914. 뛰어난 우크라이나 작가 타라스 셰브첸코의 탄생 100주년을 기념하는 명절이 러시아 제국에서 금지되었습니다
- 1914. 뛰어난 우크라이나 작 가 타라스 셰브첸코의 탄생 100주년을 기념하는 명절이 러시아 제국에서 금지되었다[39]
- 후에 소련-우크라이나 전쟁 그리고 소련 권력의 수립, 러시아의 일부가 된 우크라이나인 거주 지역에서 우크라이나어 신문 "프로스비타"의 금지
- 1929. 소련 보안군에 의한 우크라이나 지식인과 정치인의 최초 대량 체포(우크라이나 SSR의 "우크라이나화"는 미래의 억압 피해자를 식별하기 위해 1920년대에 수행된 것으로 밝혀졌습니다)

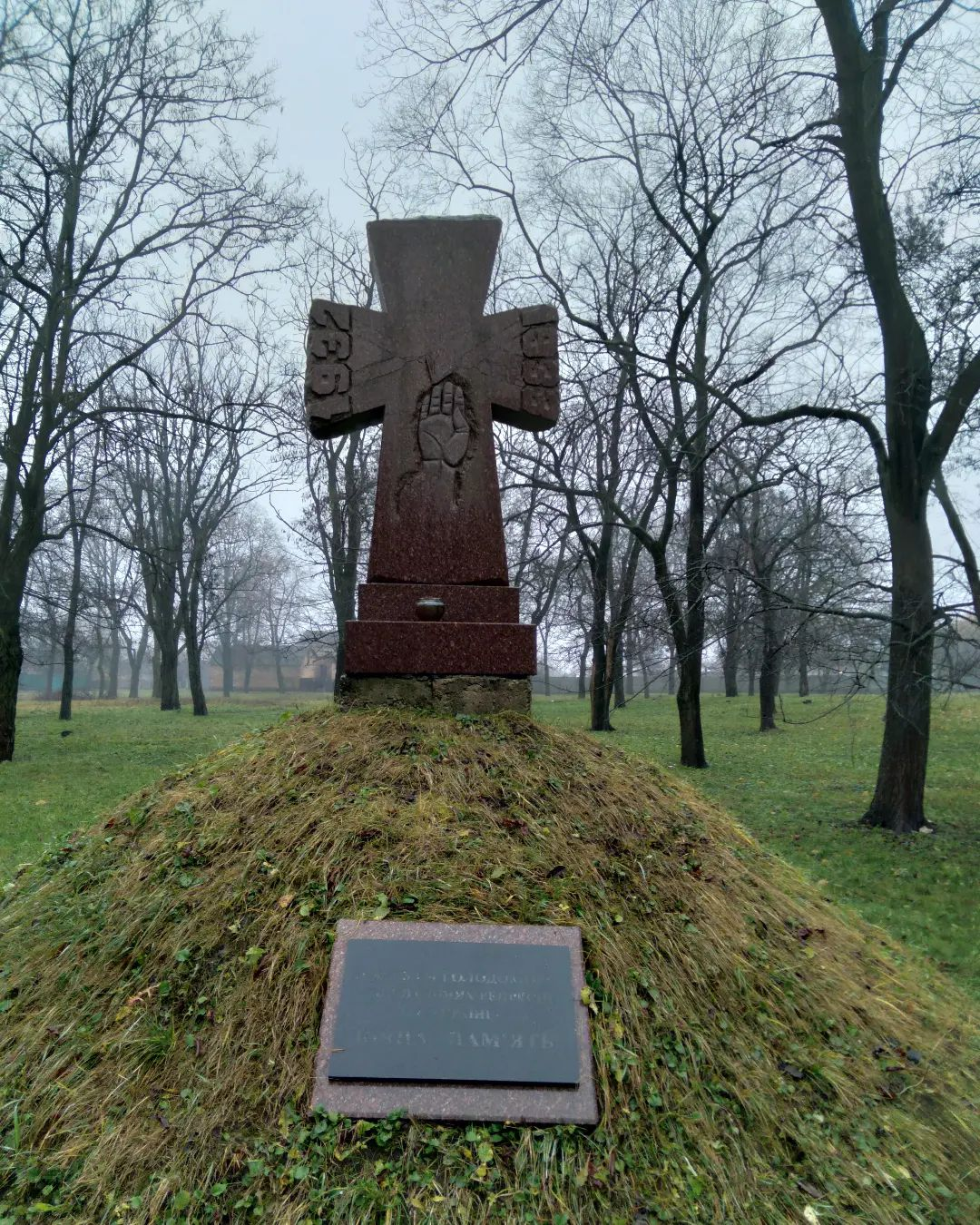
이것은 1932-1933년 인공 기근의 희생자들을 추모하는 기념물 중 하나입니다

- 1933. 홀로도모르 기간 동안 우크라이나화를 중단하라는 스탈린의 전보가 출판되었습니다
- 1937. 우크라이나 지적 엘리트, 예술가, 작가, 영화 감독, 건축가의 대부분의 대표자들에 대한 소련 특별 서비스의 총격 사건 (당국에 의해 총에 맞지 않은 사람들은 굴라크로 보내지거나 강제로 자살했습니다)[40][41][42][43][44][45]
- 1938. 우크라이나 학교에서 러시아어 의무 학습에 관한 크렘린 법령.
- 1958. 우크라이나 학교를 러시아어 교육으로 전환하는 것에 관한 공산당 총회 결의안. 우크라이나 SSR의 베르코브나 라다(Verkhovna Rada)는 1959년 9월 17일 관련 결의안을 채택했다.
- 1961. 소련 공산당 제22차 대회 — 당의 새로운 강령 — "국가들을 하나의 소련 국민으로 통일".
- 1975. 소련의 검열로 인해 우크라이나 작가의 작품이 축약된 형태로 출판되었다.
- 1980. 소련 당국의 요청으로 우크라이나 지식인과 반체제 인사들이 다시 체포되어 노동 수용소에 갇혔고, 정신과 징벌적 고문도 당했다.

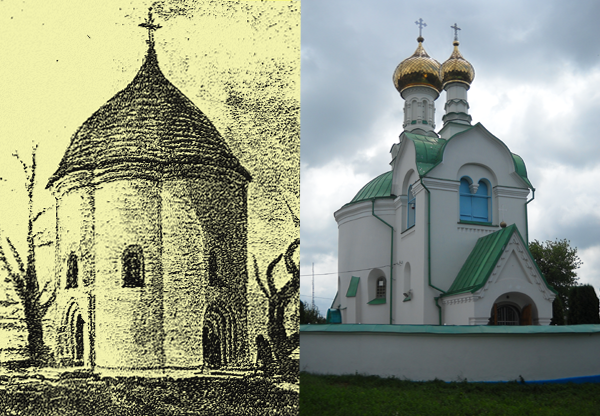
재건 전후의 우크라이나 교회 중 하나

- 2014. 러시아가 점령한 우크라이나 동부 지역에서는 학교가 러시아 교육으로 전환되고, 러시아인들은 공개적으로 우크라이나 서적과 국가 상징물을 불태우고, 우크라이나 코사크 기념비를 철거한다[46]
- 2016. 점령 중인 러시아군은 크림반도에 우크라이나어 학교를 단 하나만 남겼다. 공식적으로는 우크라이나어 학습이 허용되지만 비공식적으로는 그러한 시도가 적극적으로 차단된다[47]
- 2019. 크리미아의 마지막 우크라이나어 학교가 문을 닫았다. 부모님에 따르면 모든 과목은 실제로 러시아어로 가르쳤다[48]
- 2022. 일시적으로 점령된 영토에 주둔한 러시아군은 우크라이나 문학과 우크라이나 역사 교과서를 압수하고 파괴했으며 교사들이 학교에서 러시아어로만 교육 과정을 진행하도록 강요했다[49]. 2022년에 점령 당국은 우크라이나 남동부의 교사들을 "러시아 교육 표준"으로 전환하기 위해 소위 재훈련 캠프를 만들었다[50][51] · [52]
- 2023. 임시 점령 지역에서 러시아인들은 일반 도서관과 학교 도서관의 기금에서도 우크라이나어 서적을 제거하여 보일러실에서 불태웠다[53]

## 같이 보기
- 러시아의 역사
- 러시아의 영토 확장
- 프로메테우스주의
- 친러
- 러시아 국민주의
- 소련인
- 소비에트 제국
- 식민주의